# Јозеф Пецвал
Јозеф Максимилијан Пецвал (Спишка Бела, 6. јануар 1807 — Беч, 19. септембар 1891), аустријски математичар, физичар, проналазач и конструктор. Значајан у математици, оптици, акустици, фотографији.

## Биографија
Рођен је 6. јануара 1804. године у мјесту Спишка Бела у Горњој Мађарској - Краљевина Мађарска, данас Словачка.
Основну школу похађа у Кежмароку у данашњој Словачкој. 1. октобра 1819. г. у Љевочи уписује гимназију. И у основној школи и гимназији је међу најбољима у познавању латинског језика (званични језик Краљевине Мађарске) и вјеронауке, међутим, слаб је из познавања мађарског језика. Такође није показивао таленат ни склоности за математику. Ускоро и у овој дисциплини ванредно напредује. Од неталентованог дјетета постаје математики гениј.
Након завршене средње школе, Пецвал прелази у Институт за Геометрију Пештанског Универзитета. У Кошицама завршава и двогодишњи лицеј. Поред словачког савршено говори чешки, њемачки а касније и мађарски језик. Уз помоћ свог оца, научио је француски и енглески.
Након завршетка лицеја, Пецвал ради годину дана као учитељ грофа Алмаса. Тако поред новца остварује и важне друштвене контакте.
Од 1826. до 1828. Пецвал студира на Институт Геометрије у Будиму, а 1828. године стиче диплому инжењера. 1831. године постаје хонорарни професор на катедри за физику. Од 1828. до 1835. Пецвал истовремено ради као градски инжењер за град Будим специјализован за превентиву и ублажавање посљедица од поплава и рјешавање проблема градске канализације. Аутор је нереализованог плана за изградњу канал око Будима. Брана направљена 1830. године по његовим прорачунима спасавала је град од поплава Дунава. Након што је докторирао 1832. године предаје на универзитету као ванредни професор. Током овог периода, дипломирао је и математику. У 1835. године именован је за професора више математике.
Године 1836.. Пецвал је позван на Универзитет у Бечу. Прихвата положај предсједавајућег на катедри за математику. Од 1837. све до 1877. године ради као професор математике. Осим математике, предаје механику, балистику, оптику и акустику. Његова предавања о теорији алгебарских једначина, интегрисаних линеарних и диференцијалних једначина са константним коефицијентима и променљивима, балистици, теорији акустике, и другим областима била су високог квалитета и увијек добро посећена.
Пецвал је преселио у изнајмљени напуштени манастир у планини Кахленберг. Ту је основао радионицу за брушење стакла. Његова сочива постају светски позната и призната. Он је и вјешт конструктор објектива и добар прецизни механичар.
Године 1840. дизајнира чувени портрет објектив. 1859. године Пецвалов дом је проваљен, а његови рукописи, резултати дугогодишњег истраживања, уништени. Пецвал никад није успио да реконструише изгубљене документе. Његова најрафиниранија техничка књига из оптике, нестала је са осталим рукописима. Од тада се углавном бави акустиком и полако повлачи из друштвеног живота.
Пецвал се 1869. г, у 62 години живота, жени. Међутим, жена умире послије четири године. 1877. године престаје да држи предавања и потпуно се повлачи у манастир на Кахленбергу. Постаје, у правом смислу те ријечи, пустињак. Пецвал је студирао, а касније предавао, на Институту за Геометрију у Будиму (данас дио Будимпеште). Био је на челу Института за практичну геометрију и хидрологије. Држао је катедру за математику на Универзитету у Бечу. Био је члан уважених академија у свијету: Академије наука у Бечу (1846/1849 ); спољни члан Мађарске академије наука (1873); почасни члан Савеза чешких математичара и физичара (1881)...
Пецвал, огорчен и сиромашан, готово заборављен, умире у Бечу 1891. године. Његов гроб се налази у Средишњем бечком гробљу.

## Рад и проналасци
Пецвал се сматра једним од оснивача геометријске оптике, модерне фотографије и кинематографије. Међу његовим изумима су Пецвалов портрет објектив и позоришни двоглед, који су и данас у општој употреби. Заслужан је за тумачење Лапласове трансформације, а познат је и по свом значајном раду на отклањању аберације у оптичким системима сочива.

### Оптика
Како је процес дагеротипије, у коме је фотографија настајала у дугом технолошком процесу од читавих пола сата у тамној комори камере опскуре и то у више технолошких етапа, био и дуг и скуп, Пецвалов објектив уноси револуционарну промјену. Пецвал је уз помоћ свога пријатеља бечког професором Андреаса фон Етингсахусена направио портрет објектив, Пецвалов портрет објектив. Овај објектив је садржавао посебна сочива која су имала жижну даљину од 160мм и скраћивала вријеме експозиције на само 15 до 30 секунди, што је у односу на дотадашњих 10 минута било значајно унапређење.
Први портрет објективи су прилично мали са пречницима од 2,6 цм. Године 1856. Пецвалоови објективи имају пречнике од 15 цм и тежину од 15 кг, а њима се праве портрети величине од 33 до 42 цм.
Године 1840. Пецвал са бечким предузетником Петаром Вилхелмом Фридрихом фон Воигтландером производи сочива и прототип портрет објектива, а у мају 1840. започиње производњу сочива за дагеротипе камере. Тада су направљене прве камере од месинга, а за њих Воигтландер добија медаљу на светској изложби у Паризу. Ове прве камере, са тијелом од метала, су прототипови данашњих модерних фотоапарата. Прошло је још 50 година како је ова побољшана камера тек постала доступна широј публици. Пецвалов портрет објектив је коришћен до 1920. године (често под другим именима) у камерама, а и данас се користи у пројекторима.
Пецвал никада није са својим објективима остварио профит у трговини.
Међу осталим Пецваловим дјелима : изум позоришног двогледа, систем мобилних сочива са могућношћу промјена њихових удаљености, који доводи до усавршавања телескопа и микроскопа (1843), прорачуни за ефикасне двогледе и изградња нових рефлектора (1847). Његов план за изградњу система за освјетљење бродова на Дунаву није спроведен, међутим, његова специјална огледала и сијалице (Пецвал лампе), које омогућују максималну искоришћеност свјетлосне енергије, користе се и данас за свјетла пројектора. Пецвал се такође може сматрати и као проналазач модерног унастигматског система сочива, нашта наводе подаци из његове заоставштине. Спроведена фотограметријска мјерења око 1860. године користе опрему коју је у цијелости дизајнирао Пецвал. Он је такође научно доказао да нека чврста једињења емитују више свјетлости него спаљени гасови. Ауер фон Велсбах је касније примијенио овај принцип.
Пецвалова достигнућа се данас користе у кинематографију, астрономији и метеорологији. Астро-Пецвал-Објектив се користи у астрономији. Захваљујући и овом изуму могуће је фотографисање галаксија и звезданих поља. Њемачка оптичка компанија ТВЦ производила је Пецвал објективе све до 1940. године. Највећи допринос оптици су његове теоријске поставке за изградњу и корекцију оптичких система сочива. Он је темељно обухватио и унаприједио теорију аберације у оптичким системима. Неколико битних термина из ове области су касније названи по Пецвалу.

### Математика
Пецвал истиче практично значење математике. Радио је на примјени Лапласове трансформације. Оне би се, без сумње, могле назвати и „Пецвалове трансформације“, пошто је он био први који их је проучио и примјенио у уобичајеним линеарним диференцијалним системима једначина. Пецвал покушава да математички представи практично све што га окружује.

### Акустика
У проучавању акустике, Пецвал се посебно бавио гудачким осцилацијама, диференцијалним једначинама ниске осцилација, као и математичком теоријом музичких инструмената. Он је дизајнирао клавир са три кључне секвенце. Пецвал је развио теорију осцилација затегнуте жице, као и сопствену теорију тонског система.

## Ван науке
Пецвал је био добар спортиста и јахач. Као дијете, често је путовао са својом породицом на високе Татре. У Бечу је дуго времена био најбољи мачевалац. Он је од свог оца наслиједио и одличан таленат за музику.

## Етничка припадност
Извори нису сагласни у оцјени етничке припадности овог научника. По једнима је Њемац јер се тако и изјашњавао. Постоје тврдње да је Аустријанац, Мађар као и Словак. Презиме Пецивал је словенско и значи лијени. Његов дјед је емигрирао у Мађарску. Њихово словенско име је германизовано. Његов отац био је Јан Кртител Пецивал, а мајка Њемица. Вијероватно је и то био један од разлога несугласицама око Пецваловог етничког поријекла.

## Признања и споменице
У помен великом научнику Јозефу Пецвалу по њему се зову: Музеј историје фотографије и кинематографије (дио Словачког техничког музеја у Кошицама, смјештен у кући у којој се родио Пецвал); кратер на супротној страни Мјесеца и један планетоид. Постоји и „Пецвалова медаља“ за посебна достигнућа у области научне фотографије коју од 1928. године додјељује Аустријски одбор за образовање.